# 仙黛尔
仙黛爾（法語：Chantelle）是法國一個著名的百年内衣制造商。最早由François Auguste Gamichon創建于1879年，從緊身胸衣及束褲起家。20世纪50年代開始使用“仙黛爾”這一品牌。Chantelle於近年整合旗下品牌包含了：Chantelle（页面存档备份，存于）、Passionata、Chantal Thomass、Femilet、Darjeeling、Orcanta、Livera，將品牌版圖擴張結合成為 Chantelle Lingerie－CL。

## 外部連結
- Chantelle官網（页面存档备份，存于）（英文）（法文）（荷兰文）（德文）（西班牙文）（意大利文）（俄文）
- Passionata官網（页面存档备份，存于）
- Chantelle粉絲專頁（页面存档备份，存于）
- Passionata粉絲專頁（页面存档备份，存于）